# Vlašić
Vlašić (v srbské cyrilici Влашић) je horský masiv v centrální části Bosny a Hercegoviny. Vypíná se nad údolím řeky Lašvy v blízkosti města Travnik. Lašva tvoří jeho jižní hranici; severně jej vymezuje horské masivy Vučja planina a pramen řeky Vrbanja. Východní hranici potom tvoří potok Bijela, přítok Lašvy a hranici západní potom náhorní plošina Vitovlja. Masiv tvoří především vápenec, nachází se zde různé krasové prvky.

## Geografie a popis
Horský masiv tvoří částečně i náhorní plošiny v nadmořské výšce mezi 1000 až 1500 m, nejvyšší vrchol pohoří potom dosahuje 1934 m n. m. (Paljenik). Mezi další větší vrchol patří Vlaška Gromila (1919 m n. m.) Ze severní strany pohoří vyvěrá několik pramenů, konkrétně řek Ugra a Vrbanja. Několik potoků vyvěrá přímo i na vrcholu Vlašiće. Značná část svahů pohoří je zalesněná. Místní obyvatelstvo se věnuje buď chovu dobytka, nebo turistice; na západním okraji pohoří se v blízkosti obce Babanovac nachází sportovní středisko, které je určené hlavně pro zimní sporty. Některé z místních vesnic se nachází v nadmořské výšce nad 1000 m (Korićani, 1281 m n. m., Dobretići, 1114 m n. m.)
Na vrcholu Paljenik se nachází vysílač.
Pohoří Vlašić je známé díky Vlašićskému sýru, který se zde vyrábí.

## Historie
Pohoří mělo strategický význam během druhé světové války i během války v Bosně a Hercegovině, a to především díky blízkosti města Travniku a údolí řeky Lašvy.